# No Protection (album de Massive Attack)
Pour les articles homonymes, voir No Protection.
Albums de Massive Attack & Mad Professor
Protection
(1994) Mezzanine
(1998)
No Protection est un album remix du groupe de trip hop Massive Attack réalisé par Mad Professor paru en 1995. Cet album est le négatif de Protection, paru l'année précédente.

## Liste des titres
| 1.    | Protection (Radiation Ruling The Nation) | 8:35 |
| 2.    | Karmacoma (Bumper Ball Dub)              | 5:59 |
| 3.    | Three (Trinity Dub)                      | 4:22 |
| 4.    | Weather Storm (Cool Monsoon)             | 7:10 |
| 5.    | Sly (Eternal Feedback)                   | 6:26 |
| 6.    | Better Things (Moving Dub)               | 5:57 |
| 7.    | Spying Glass (I Spy)                     | 5:07 |
| 8.    | Heat Miser (Backward Sucking)            | 6:16 |
| 49:57 |                                          |      |

## Liens utiles
- Page MySpace de Mad Professor
- Site Officiel Britannique de Massive Attack
- Site Officiel Français de Massive Attack